# Fürstentum Moers
Das Fürstentum Moers war ein am linken Niederrhein gelegenes, zu Preußen gehörendes historisches Territorium, das zuvor die Grafschaft Moers dargestellt hatte und die Städte Moers und Krefeld sowie umliegende Ortschaften und Gebiete umfasste. Es bestand von 1707 (preußische Herrschaft ab 1702) und wurde 1794 im Rahmen der französischen Besatzung aufgelöst.

## Besitzergreifung durch Preußen 1702
Nach dem Tode des Oraniers Wilhelm III. am 19. März 1702, der keine Kinder hatte, wurde von den Preußen der Geheime Regierungsrat Hymmen mit zwei Notaren von Kleve aus in die Grafschaft Moers gesandt. Sie schlugen in Moers am Rathaus und Schloss jeweils das Preußische Wappen als Symbol der Machtübernahme an. Gleiches erfolgte in allen wichtigen Ortschaften der Grafschaft. Diese Machtübernahme wurde vom Drosten der Grafschaft, dem Baron von Kinsky, anerkannt. Im Gegensatz dazu waren der Stadtrat und die Bürgerschaft der Stadt Moers einschließlich vieler Pfarrer in der Grafschaft hierzu nicht bereit. Sie betrachteten den von Wilhelm III. als seinen Universalerben eingesetzten Johann Wilhelm Friso als rechtmäßigen Nachfolger. Wegen seines jungen Alters übernahm aber seine Mutter Fürstin Amalie zu dieser Zeit die Regentschaft.
Auch die Niederländer waren nicht gewillt, die Amtsübernahme durch die Preußen anzuerkennen. Sie zogen deshalb ihre Truppen aus der Grafschaft nicht ab und beharrten auf ihrer Zuständigkeit. Allerdings begann mit dem Tode Wilhelms III. die 2. Statthalterlose Zeit in den Niederlanden, wodurch der Übergang von den Oraniern zu den Preußen erleichtert wurde. Trotzdem verzögerte sich die vollständige Machtübernahme durch die Preußen um über 10 Jahre.

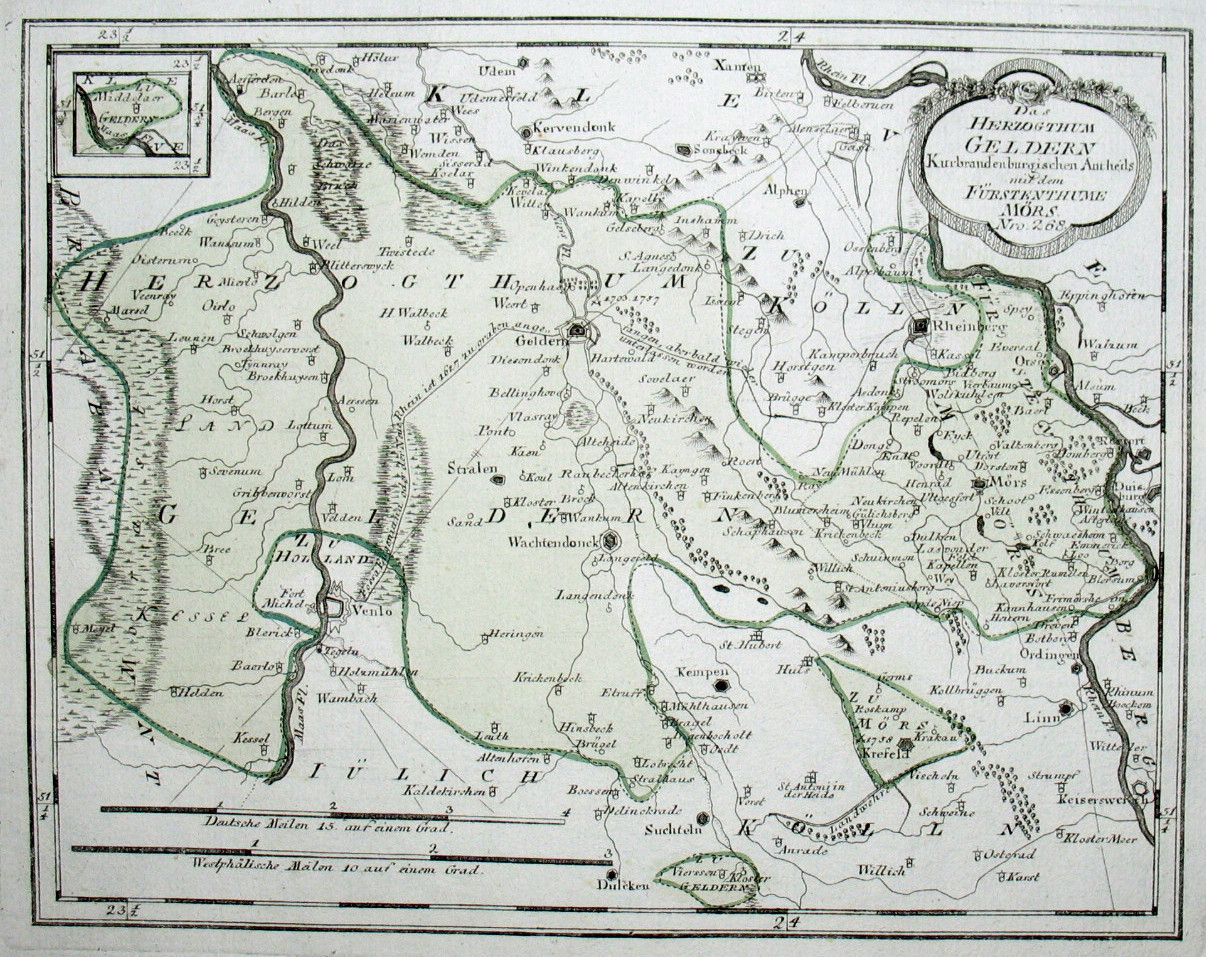
Kartenausschnitt mit den Preußischen Gebieten von Geldern und dem Fürstentum Moers bis 1795

Da preußische Truppen zur gleichen Zeit zusammen mit den Niederländern im Spanischen Erbfolgekrieg gegen die Franzosen kämpften, wollten die Preußen zunächst nicht mit Gewalt ihren Besitzanspruch durchsetzen und versuchten es deshalb zuerst mit Diplomatie. Diese führte wegen des hartnäckigen Widerstandes der Niederländer aber zu keinem Ergebnis. Lediglich Krefeld konnte durch eine List am 3. Februar 1703 besetzt werden und erkannte den Drosten Baron von Kinsky und damit die Preußen als ihr Oberhaupt an. Bis zur endgültigen Klärung der Zuständigkeiten in der Grafschaft war deshalb Krefeld der Verwaltungssitz des Drosten von Kinsky und der Sitz des Hauptgerichts. Nachteilig für die Preußen war zudem, dass in den ersten Jahren ab 1702 preußische Soldaten in den Außenbezirken der Grafschaft durch Überfälle mit Gewalt Lebensmittel und Geld beschlagnahmten und die Bewohner drangsalierten. Dies führte zwangsläufig zu keinem besseren Ansehen und unterstützte die Neigung in der Grafschaft, einen Obrigkeitswechsel abzulehnen.

## Umwandlung in Fürstentum 1707
Die Anrufung des Reichskammergerichtes für eine Entscheidung des Erbanspruches durch die Preußen führte auch zu keiner Lösung. Da Preußen keine eindeutigen Erfolge für die Klärung der Zuständigkeit erreichen konnte, wurde versucht durch eine Umwandlung der Grafschaft in ein Fürstentum die Angelegenheit zu beschleunigen. Trotz Widerstandes des Landtags von Moers wurde 1706 dieser Antrag vom deutschen Kaiser genehmigt und es entstand das Fürstentum Moers. Zunächst änderte sich auch jetzt noch nichts. Neben der Stadt Moers waren besonders viele evangelische Prediger in den Kirchgemeinden der Grafschaft weiterhin hartnäckige Gegner der Preußen. Am 28. Oktober 1706 wurden deshalb sowohl der Prediger Gerhard Pauw von der Kirchgemeinde Repelen wie auch einige weitere Prediger aus anderen Gemeinden vom Drosten von Kinsky aus der Grafschaft ausgewiesen.
Ab 1710 begann langsam der verbreitete Widerstand in der Bürgerschaft gegen die Preußen zu bröckeln. Am 9. April 1711 erkannten Neukirchen und Vluyn die Oberhoheit der Preußen an. Als im Juli 1711 Johann Wilhelm Friso starb, verstärkte dies die Position der Preußen zusätzlich. Ein Versuch des preußischen Generals von Horn am 10. Oktober 1712, die Stadt Moers nun zu einer Anerkennung zu bringen, führte nur zu Hohn und Spott bei der Bevölkerung und den niederländischen Truppen. Der Versuch musste deshalb ohne das gewünschte Ergebnis abgebrochen werden.
Um die Angelegenheit endlich zu beenden, wurde die preußische Armee unter General Fürst Leopold I. von Anhalt-Dessau danach angewiesen, die Festung Moers möglichst ohne Kampf zu besetzen und die Anerkennung der Preußen als Landesherr zu erzwingen. Die Preußen überrumpelten am 7. November 1712 die niederländische Besatzung in der Stadt und konnten in der Nacht heimlich die Wassergräben durchqueren und die daran anschließenden Wälle der Festung besetzen. Im Hinblick auf die Lage, die einen erfolgversprechenden Widerstand kaum zuließ, erlaubten die Niederländer den Preußen am 8. November in die Stadt einzuziehen und übergaben das Schloss am nächsten Tag. Am 10. November huldigten Stadtrat und Bürger den Preußen, wodurch formal die Anerkennung des Machtwechsels erfolgt war. Allerdings waren die niederländischen Truppen noch in der Stadt. Diese waren nicht bereit, diese zu verlassen. Beendet wurde die Pattsituation am 31. Dezember 1712. Am späten Abend wurden heimlich alle niederländischen Offiziere gefangen genommen und der Stadt verwiesen. Daraufhin verließen auch die anderen Soldaten die Stadt Moers. Ab dem 1. Januar 1713 war damit das Fürstentum Moers ohne Einschränkung ein Bestandteil von Preußen.

## Entwicklung von 1713 bis 1794
Nachdem der Übergang von den Oraniern zu den Preußen abgeschlossen war, wurden Verwaltung, Justiz und Schulwesen den Berliner Vorgaben entsprechend angepasst und zentralisiert. Die bisherige lokale Verwaltung wurde weitgehend aufgehoben, Bürgermeister wurden nicht mehr jährlich gewählt, und die örtlichen Gemeindevertreter wurden abgeschafft. Die Rechtspflege wurde von der moersischen Regierung wie auch die Verwaltung durch Staatsbeamte durchgeführt und die nachgeordneten Landgerichte in den größeren Gemeinden geschlossen. Auch die Verwendung der gesamten Steuergelder wurde zentral gesteuert und musste vom König genehmigt werden.
Bemerkenswerte Ereignisse während der ersten Jahrzehnte unter den Preußen war das Rheinhochwasser von Februar und März 1740 mit großen Flutschäden besonders in den rheinnahen Gebieten. Selbst im Bereich der Stadt Moers stand das Wasser meterhoch. Es folgte 1749 eine Missernte am Niederrhein, die mit den hohen Preisen für die Nahrungsmittel besonders für die einfachen Bewohner problematisch war.

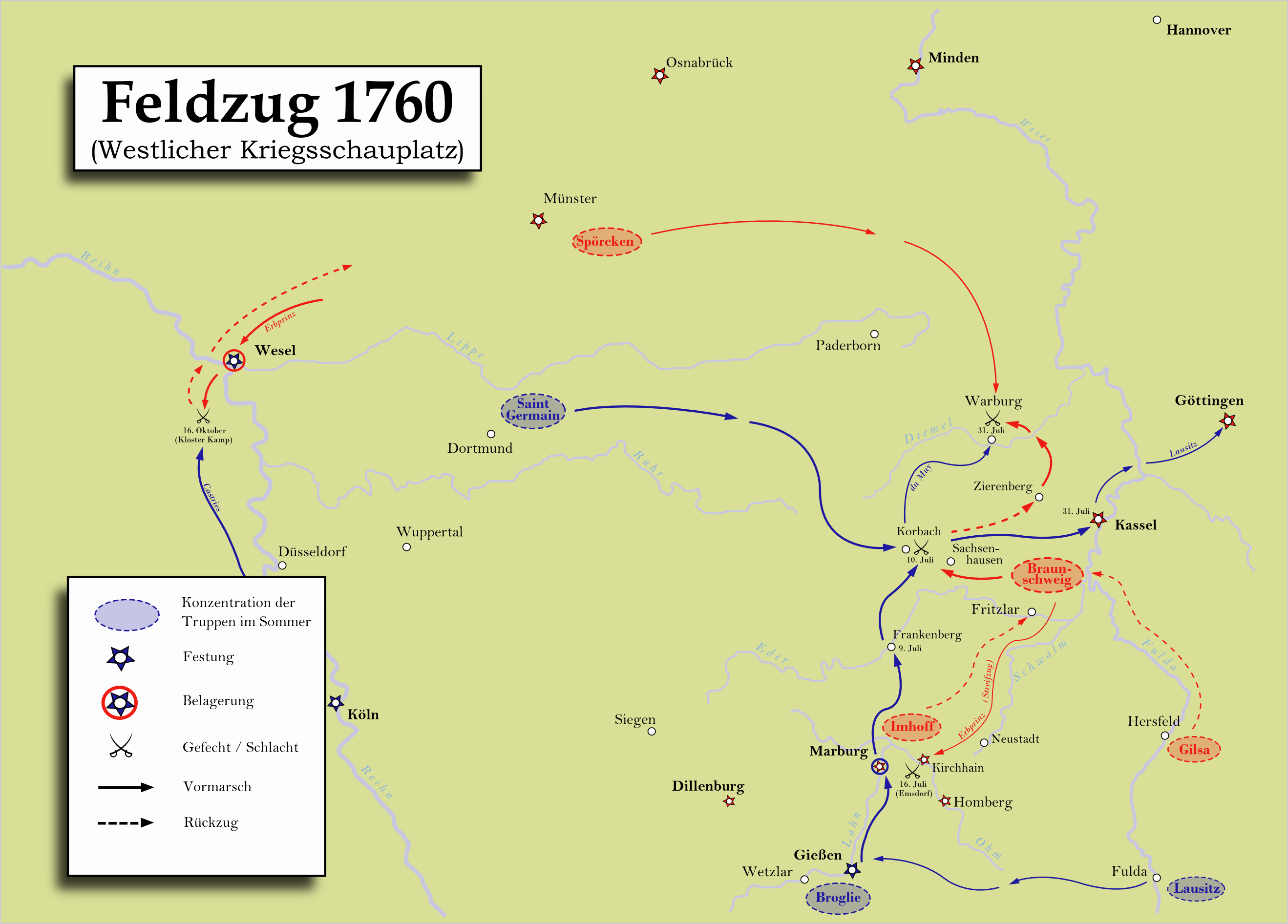
Feldzug von 1760 mit Gefecht bei Kloster Camp

Der ab 1756 ausbrechende Siebenjährige Krieg führte überwiegend außerhalb des Rheinlands zu größeren militärischen Auseinandersetzungen. Trotzdem war auch das Fürstentum Moers betroffen, da die Franzosen einer der Hauptgegner der Preußen mit deren Verbündeten war. Bereits im Frühjahr 1757 besetzten die Franzosen preußische Gebiete bis westlich des Rheins und damit auch das gesamte Fürstentum einschließlich der Festung Moers. Preußische Truppen unter Ferdinand von Braunschweig konnten Mitte Juni die Franzosen aus dem Fürstentum vertreiben und schlugen diese am 23. Juni 1757 in der Schlacht bei Krefeld. Die Rückeroberung war jedoch nur von kurzer Dauer, da bereits im Juli 1758 die preußischen Truppen den gesamten linken Niederrhein räumten und sich auf rechtsrheinisches Gebiet zurückziehen mussten. Bei dem Feldzug von 1760 konnten die Preußen kurzzeitig bis in das Gebiet um Moers gelangen. Bei einem militärischen Gefecht im Gebiet von Kloster Kamp kam es zwar zu Beginn zu stärkeren Verlusten der Franzosen, aber die Preußen mussten sich trotzdem danach wegen der Übermacht der Gegner wieder auf das rechte Rheinufer zurückziehen. Das Fürstentum blieb bis Ende des Krieges 1763 besetzt und musste hohe Geldzahlungen und Kontributionen an die Franzosen leisten.
Nach dem Friedensschluss am 15. Februar 1763 wurde bereits am 24. Februar im noch besetzten Moers feierlich das Schild mit dem preußischen Adler am Postgebäude wieder angebracht. Der Abzug der Franzosen erfolgte am 6. März und der Wiedereinzug der Preußen am 10. März. Bei einem Besuch König Friedrichs II. im Fürstentum wurde im gleichen Jahr entschieden, dass die Festungswerke von Moers weitgehend rückgebaut werden sollten, da sie militärisch nicht mehr benötigt wurden. Das dabei freiwerdende Gelände konnte von zahlungsfähigen Bürgern erworben werden.
In der nun folgenden Friedenszeit bis Ende des 18. Jahrhunderts kam es zu einer positiven Entwicklung im Fürstentum wie auch in der Stadt Moers. Letztere wies 1788 neben 15 öffentlichen Gebäuden und Kirchen 316 Bürgerhäuser auf. Dies war im Vergleich zur Zeit der Oranier ein Zuwachs von über 50 %. Die Anzahl der Bewohner im Fürstentum lag bei etwa 20.000, und der Schwerpunkt der Erwerbstätigkeit war neben einer ständig größer werdenden Textilindustrie weitgehend in der Landwirtschaft. Bemerkenswert in diesem Zusammenhang ist, dass im Amtsbezirk Kleve, zu dem auch das Fürstentum gehörte, in der Ständeversammlung auch Bauern vertreten waren. Im gesamten Preußen gab es dies nur noch in Ostfriesland.

## Franzosenherrschaft von 1794 – 1814
Gegen Ende des Jahrhunderts erreichte die Französische Revolution den linken Niederrhein. Preußen beteiligte sich am Ersten Koalitionskrieg gegen Frankreich ab April 1792. Bereits im Dezember 1792 kam es zu einem ersten kurzen Einfall der Franzosen in das Fürstentum, und am 18. Dezember wurde die Stadt Moers besetzt. Nach Beschlagnahme hoher Geldbeträge und Sachleistungen zogen die Besatzer Anfang 1793 ab, da die Truppen der Franzosen bis nach Frankreich wieder zurückgedrängt wurden. Von den ab Frühjahr 1794 wieder im Vormarsch befindlichen Franzosen wurde am 17. Oktober 1794 Moers erneut besetzt, und zwar diesmal für 20 Jahre. 1795 verzichtete Preußen im Frieden von Basel auf seine linksrheinischen Gebiete einschließlich des Fürstentums Moers und trat diese an Frankreich ab. Eine interne Aufrechnung der Kosten durch die preußische Verwaltung ergab, dass bis zum Abtritt der Gebiete insgesamt 1,2 Millionen Taler an Kontributionen und Requisitionen von den Franzosen eingezogen worden waren.
Am 4. November 1797 wurde das französische Departement de la Roer gebildet. Hauptstadt des Departements war Aachen, und Moers als Canton gehörte zum Arrondissement Krefeld. Das über fünf Jahrhunderte bestehende Herrschaftsgebiet Grafschaft Moers, seit 1706 als Fürstentum Moers bezeichnet, war somit aufgelöst und nun Vergangenheit. Nach Ende der Franzosenzeit lebte es nicht wieder auf und blieb Bestandteil anderer und größerer Verwaltungseinheiten.
Die gesamte Verwaltung wurde nach modernen französischen Vorgaben neu strukturiert, das veraltete Lehenswesen und die Zünfte aufgehoben und der Code civil für die Justiz eingeführt. Die Säkularisation vom 9. Juni 1802 führte zur weitgehenden Beschlagnahme des Kirchenbesitzes und viele Klöster und Kirchen wurden enteignet. Da auch der Adel weitgehend seine Vorrechte verlor, waren die Franzosen am Anfang bei der einfachen Bevölkerung nicht unbeliebt. Allerdings wurden die zu zahlenden Steuern und Abgaben immer höher und drückender, da hiermit die Unterhaltung der französischen Armee und die vielen Kriege finanziert wurden. Durch eine Vermessung des Landbesitzes und die Einführung eines Liegenschaftskatasters wurde eine genaue Festsetzung der Grundsteuer ermöglicht. Weiterhin wurden durch die Einführung der Wehrpflicht die jungen Männer zum Dienst in der französischen Armee gezwungen. Während der napoleonischen Kriege stiegen die Verluste unter den deutschen Soldaten. Mit zunehmender Dauer der Besatzungszeit wurden die Franzosen deshalb immer unbeliebter.

## Erneute Preußenhoheit ab 1815
Napoleons Russlandfeldzug 1812 scheiterte unter extrem hohen Verlusten der Invasionsarmee. Aber erst die verlorene Völkerschlacht bei Leipzig im Oktober 1813 leitete das Ende des Kaiserreichs ein. Ab Januar 1814 zogen sich die Reste der französischen Armee auch aus den Gebieten des linken Niederrheins zurück, die höheren Verwaltungsbeamten folgten. Am 10. März 1814 wurde unter der Leitung von Freiherr vom Stein das befreite Generalgouvernement Niederrhein gebildet, zu dem auch die Gebiete des ehemaligen Fürstentums Moers gehörten. Damit war die Franzosenzeit beendet und die Preußen übernahmen ab 15. Juni 1814 zuerst provisorisch und ab 8. Juni 1815, nach Ende des Wiener Kongresses, endgültig die Regierungsgewalt am linken Niederrhein wieder.
Die Grafschaft oder das Fürstentum Moers als Verwaltungsgebiet wurden nicht mehr neu eingerichtet.
Das Gebiet gehörte von 1816 bis 1821 zum Regierungsbezirk Kleve, ab 1822 (bis heute) zum Regierungsbezirk Düsseldorf und damit von 1816 bis 1822 zur preußischen Provinz Jülich-Cleve-Berg, ab 1823 zur Rheinprovinz (bis 1947). Seit der Auflösung Preußens durch das Kontrollratsgesetz Nr. 46 bildet das Gebiet einen Teil des Rheinlandes innerhalb des Bundeslandes Nordrhein-Westfalen.
Vom 30. April 1815 bis 1823 gehörte das Gebiet zum Kreis Rheinberg, danach zum Kreis Geldern und ab 1857 gemeinsam mit der aus dem Kreis Krefeld ausgegliederten Bürgermeisterei Friemersheim zum neu gegründeten Kreis Moers (bis 1974). Abweichend gehörten die Gemeinden Krefeld und Uerdingen seit 1816 zum Kreis Krefeld (ab 1929 kreisfreie Stadt Krefeld-Uerdingen), ab 1975 Stadt Krefeld.